# Artur Ivens Ferraz
Artur Ivens Ferraz ComTE • ComA • GOA • ComSE (Lisboa, 1 de dezembro de 1870 — Lisboa, 16 de janeiro de 1933), foi um general do Exército português, várias vezes ministro e presidente do Ministério de um dos governos da Ditadura Nacional que se seguiu ao golpe militar de 28 de Maio de 1926 em Portugal.

## Biografia
Aluno do Real Colégio Militar, Ivens Ferraz fez os estudos preparatórios na Escola Politécnica e ingressou na Escola do Exército, onde fez o curso de Artilharia. Posteriormente fez o curso do Estado-Maior, sendo nomeado professor na Escola do Exército.
Em 1904 foi chefe da missão portuguesa que assistiu às grandes manobras do exército britânico.
Na Grande Guerra, em França, foi designado chefe da missão de ligação do Corpo Expedicionário Português com o exército britânico. Após o armistício representou Portugal na Conferência do Desarmamento da Sociedade das Nações.
Entre 1919 e 1922 foi adido militar em Londres.
Exerceu as funções de chefe do gabinete do Alto Comissário em Moçambique e, posteriormente, de governador daquela colónia.
Entre 1927 e 1929 foi ministro do Comércio e das Comunicações e depois ministro das Colónias e ministro das Finanças.
No período compreendido entre 8 de Julho de 1929 e 21 de Janeiro de 1930 foi presidente do Ministério (primeiro-ministro), acumulando interinamente diversas pastas (Educação, Negócios Estrangeiros, Colónias e Finanças).
Foi administrador geral do Exército, chefe do Estado-Maior do Exército (cargo que manteve até falecer) e presidente da Liga dos Combatentes da Grande Guerra.
Foi colaborador da "Revista de Artilharia" e da "Revista Militar".
Era trineto materno de Thomas Hickling, abastado comerciante e vice-cônsul americano em Ponta Delgada, e sobrinho materno de Roberto Ivens, explorador do continente africano.

## Condecorações
- Comendador da Ordem Militar de Avis de Portugal (29 de Março de 1919)[3]
- Comendador da Ordem Militar de Sant'Iago da Espada de Portugal (28 de Junho de 1919)[3]
- Comendador da Ordem Militar da Torre e Espada, do Valor, Lealdade e Mérito de Portugal (10 de Julho de 1920)[3]
- Grande-Oficial da Ordem Militar de Avis de Portugal (5 de Outubro de 1923)[3]
- Grã-Cruz da Ordem da Coroa da Bélgica (26 de Outubro de 1928)[4]
- Grã-Cruz da Ordem de São Gregório Magno do Vaticano / da Santa Sé (16 de Agosto de 1929)[4]
- Grã-Cruz da Ordem de Carlos III de Espanha (26 de Dezembro de 1929)[4]
- Medalha da Ordem de Serviços Distintos da Grã-Bretanha e Irlanda do Norte (? de ? de 19??)

## Obra publicada
- FERRAZ, Artur Ivens; OLIVEIRA, César (prefácio e notas). A Ascensão de Salazar: Memórias de Ivens Ferraz. Lisboa: O Jornal, 1988